# The Little Prince
The Little Prince is een Brits-Amerikaanse muziekfilm uit 1974 onder regie van Stanley Donen. Het scenario is gebaseerd op de gelijknamige novelle uit 1943 van de Franse auteur Antoine de Saint-Exupéry.

## Verhaal
Een piloot moet een noodlanding maken in de Sahara. Daar ontmoet hij de kleine prins, die op aarde is geland vanaf de asteroïde B-612. Hij vertelt de piloot over zijn reizen door het zonnestelsel.

## Rolverdeling
| Acteur          | Personage    |
| --------------- | ------------ |
| Steven Warner   | Kleine Prins |
| Joss Ackland    | Koning       |
| Clive Revill    | Zakenman     |
| Victor Spinetti | Historicus   |
| Graham Crowden  | Generaal     |
| Richard Kiley   | Piloot       |
| Donna McKechnie | Roos         |
| Bob Fosse       | Slang        |
| Gene Wilder     | Vos          |